# Przylądek Hedo
Przylądek Hedo (jap. 辺戸岬 Hedo-misaki) – najdalej wysunięty na północ punkt na wyspie Okinawa. Znajduje się w obrębie wsi Kunigami. Przylądek jest otoczony przez Morze Południowochińskie od zachodu i Ocean Spokojny od wschodu. Przy bardzo dobrej pogodzie można ujrzeć oddaloną o 23 km na północ wyspę Yoron-jima w prefekturze Kagoshima. W pobliżu przylądka biegnie droga krajowa nr 58.
Przylądek znajduje się na obszarze Parku Narodowego Yanbaru.
W Shōhō Kuniezu (mapy prowincji Japonii z okresu Edo, 1603–1868) przylądek Hedo pojawia się jako Heto-misaki. Matthew Perry w trakcie swojej wyprawy odwiedził przylądek i w swoim dziele Narrative of the Expedition of an American Squadron to the China Seas and Japan nazwał go Przylądkiem Nadziei (ang. Cape Hope). W Nihon Suiroshi, przewodniku wydanym po raz pierwszy w 1892 roku, znajduje się wzmianka, że przylądek jest znany również jako przylądek Kunigami i jest powszechnie stosowany jako żeglarski punkt orientacyjny.
Przylądek jest popularną atrakcją turystyczną, zarówno ze względu na położenie geograficzne, jak i ze względu na pomnik wzniesiony w celu upamiętnienia kresu amerykańskiej okupacji i powrotu Okinawy do Japonii. Pomnik jest powszechnie postrzegany przez turystów jako jeden z najważniejszych obiektów do uwiecznienia na fotografii. Wraz ze wzrostem roli turystyki w okolicy powstały restauracje, sklepy z pamiątkami i inne obiekty turystyczne.
Według legendy o Okinawie, okinawski król Gihon (rządzący w latach 1246–1260) uciekł ze stolicy po swojej abdykacji, po czym zniknął w lesie. Mówi się, że widziany był po raz ostatni w skałach przylądka Hedo.